# Мейрелис, Сесилия

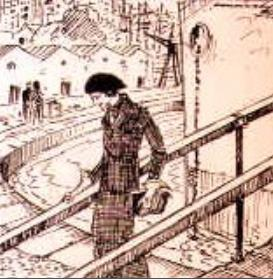
Мейрелеш в Лиссабоне (рисунок тушью, сделанный её первым мужем Фернандо Коррейа Диас)

Сесилия Беневидес де Карвалью Мейрелеш (порт. Cecília Benevides de Carvalho Meireles, 7 ноября 1901 — 9 ноября 1964) — бразильская писательница и педагог, известность ей принесла поэтическая часть её творчества. Она является каноном бразильского модернизма, одной из величайших женщин-поэтов на португальском языке и считается лучшей поэтессой Бразилии, хотя она боролась со словом «поэтесса» из-за гендерной дискриминации.
В 1940-х годах Сесилия отправилась в путешествие по Америке, посетила Соединённые Штаты, Мексику, Аргентину, Уругвай и Чили, а летом того же года остановилась в Остине, где читала лекции в Техасском университете. Об этом периоде совей жизни она написала несколько стихотворений, одно из которых — социально ориентированное стихотворение «США 1940», которое было опубликовано посмертно. Мейрелеш писала и в качестве журналиста, её колонка была посвящена образованию, а так же различным поездкам на Запад, в Португалию, Израиль, различные страны Европы и Индию, где она получила степень почётного доктора. Её поэтический стиль был в основном неосимволистским, а темы объединяли эфемерное время и созерцательную жизнь, её не интересовали местный колорит, родной язык или эксперименты с синтаксисом (модные в то время). Она считается одним из самых выдающихся поэтов второй волны бразильского модернизма, известного своим националистическим авангардизмом. Она много сделала как преподаватель для продвижения образовательных реформ и выступила за строительство детских библиотек. С 1935 по 1938 год она преподавала в Федеральном университете в Рио.

## Биография
Мейрелеш «осиротела в возрасте трёх лет и воспитывалась бабушкой по материнской линии». Как поэтесса она дебютировала в 18 лет в «Эспектросе» (1919). Её стихи описывали как «лёгкую и расплывчатую поэзию, томную и текучую, разворачивающуюся в атмосфере теней и снов». Сборник из семнадцати сонетов посвящён различным историческим персонажам. Хотя её следующие сборники включали стихи в свободном стиле, она по-прежнему предпочитала традиционные формы и символику. С 1919 по 1927 год она работала в журналах Árvore Nova и Terra do Sol. Она была ключевой фигурой в духовном и трансцендентном журнале Festa. Поэты Феста поддерживали более традиционное выражение и универсальность, чем футуристы и писатели-авангардисты Сан-Паулу, чья «Неделя современного искусства» в 1922 году вызвала много споров. Мейрелеш всегда сохраняла символистские черты. Особенно её интересовала португальская поэзия. Она посетила Португалию в 1934 году и читала там лекции по бразильской литературе в университетах Лиссабона и Коимбры.
После 14 лет без публикации, Мейрелеш опубликовала одно из своих главных произведений — «Виажем» (1939), которое ознаменовало её поэтическую зрелость. В 1938 году книга была удостоена ежегодной премии «Поэзия» Бразильской академии литературы. Название посвящено духовному путешествию, в котором жизнь и поэзия слились воедино. Мейрелеш была набожной католичкой, но не подчёркивала свои религиозные или социальные взгляды.
В 1940-х Мейрелеш много путешествовала, и море стало для неё важным источником вдохновения. «Абсолютное море»/Mar Absoluto (1942) — одно из произведений, посвящённое ею морю.
В 1953 году она участвовала в симпозиуме по творчеству Ганди, Индия оказала также большое влияние на её творчество. Она выучила и хинди, и санскрит. «Romanceiro da Inconfidência» (1953) написан в стиле средневековых баллад. В основе произведения лежит первая колониальная попытка независимости Бразилии в Минас-Жерайсе в 1789 году, и в центре его внимания находится лидер восстания Хоаким Хосе да Силва Ксавьер, которого провозгласили ещё одним Иисусом Христом. «Giroflê, Giroflá» (1956) был основан на поездках автора в Индию и Италию.
Мейрелеш была автором многих бразильских периодических изданий и какое-то время работала редактором по образованию в Diario de Noticías в Рио. Она перевела на португальский язык таких разных писателей, как: Метерлинк, Федерико Гарсиа Лорка, Ануил, Ибсен, Тагор, Рильке, Вирджиния Вульф и Пушкин. Среди других её работ — пьесы и детские книги.
В течение своей карьеры Мейрелеш была увлечена многими литературными движениями своего времени. Однако её стихи всегда оставались очень личными.
В октябре 2009 года она была одним из трёх авторов, представленных на Primeiro Congresso de Escritoras Brasileiras em Nova Iorque (Первый Конгресс бразильских женщин-писательниц в Нью-Йорке) в Центре культуры Бразилии / Бразильского фонда искусств в центре Манхэттена.
В 1965 году награждёна Литературной премией Машаду де Ассиса.
Сесилия Мейрелеш умерла от рака в Рио-де-Жанейро 9 ноября 1964 года, через два дня после своего 63-летия.